# L'honestà negli amori
L'honestà negli amori és un dramma per musica en tres actes amb música del compositor Alessandro Scarlatti i llibret en italià de D F Bernini o Domenico Filippo Contini. Es va estrenar al Teatro di Palazzo Bernini de Roma el 3 de febrer de 1680.
Va ser escrita entre 1679 i 1680, quan Scarlatti tenia dinou anys, i va ser la seva segona òpera. L'ària de l'òpera Già il sole dal Gange ha obtingut una certa popularitat, perquè ha estat enregistrada per diversos cantants, com ara Luciano Pavarotti.